# Argyrochosma pilifera
Argyrochosma pilifera là một loài thực vật có mạch trong họ Adiantaceae. Loài này được (R.M. Tryon) Windham miêu tả khoa học đầu tiên năm 1987.